# Comuna Valea-Trestieni, Nisporeni
Comuna Valea-Trestieni este o comună din raionul Nisporeni, Republica Moldova. Este formată din satele Valea-Trestieni (sat-reședință), Isăicani, Luminița, Odobești și Selișteni.

## Demografie
Conform datelor recensământului din 2014, comuna are o populație de 1.839 de locuitori. La recensământul din 2004 erau 2.142 de locuitori.

## Administrație și politică
Componența Consiliului local Valea-Trestieni (11 consilieri), ales la 5 noiembrie 2023, este următoarea:
|  | Partid                                       | Consilieri | Componență | Componență | Componență | Componență | Componență |
|  | -------------------------------------------- | ---------- | ---------- | ---------- | ---------- | ---------- | ---------- |
|  | Partidul Social Democrat European            | 5          |            |            |            |            |            |
|  | Platforma Demnitate și Adevăr                | 2          |            |            |            |            |            |
|  | Partidul Socialiștilor din Republica Moldova | 2          |            |            |            |            |            |
|  | Partidul Acțiune și Solidaritate             | 2          |            |            |            |            |            |